# Línea 81 (EMT Madrid)
La línea 81 de la EMT de Madrid une el área intermodal de Oporto con el Hospital 12 de Octubre.

## Características
Esta línea lleva directamente a los habitantes de los barrios de Opañel, Zofío, Pradolongo y Orcasitas a su hospital de referencia a través de los principales ejes de circulación de los distritos de Carabanchel y Usera y entrando en el corazón del barrio de Orcasitas.
Hasta junio de 2009, la línea tenía su cabecera en la Glorieta del Valle del Oro y circulaba por la Avenida de Oporto en ambos sentidos, sin embargo, desde esa fecha, ha separado los itinerarios pasando a circular por la calle del Valle de Oro, donde tiene ahora la cabecera.

## Horarios
| Lunes a viernes laborables      |                                 |                                 |                                 |                                 |                                 |                                 |                                 |                                 |                                 |                                 |                                 |                                 |                                 |                                 |                                 |                                 |                                 |                                 |                                 |                                 |                                 |                                 |                                 |                                 |                                 |                                 |                                 |                                 |                                 |                                 |                                 |                                 |                                 |                                 |
| Oporto > Hospital 12 de Octubre | Oporto > Hospital 12 de Octubre | Oporto > Hospital 12 de Octubre | Oporto > Hospital 12 de Octubre | Oporto > Hospital 12 de Octubre | Oporto > Hospital 12 de Octubre | Oporto > Hospital 12 de Octubre | Oporto > Hospital 12 de Octubre | Oporto > Hospital 12 de Octubre | Oporto > Hospital 12 de Octubre | Oporto > Hospital 12 de Octubre | Oporto > Hospital 12 de Octubre | Oporto > Hospital 12 de Octubre | Oporto > Hospital 12 de Octubre | Oporto > Hospital 12 de Octubre | Oporto > Hospital 12 de Octubre | Oporto > Hospital 12 de Octubre | Oporto > Hospital 12 de Octubre | Hospital 12 de Octubre > Oporto | Hospital 12 de Octubre > Oporto | Hospital 12 de Octubre > Oporto | Hospital 12 de Octubre > Oporto | Hospital 12 de Octubre > Oporto | Hospital 12 de Octubre > Oporto | Hospital 12 de Octubre > Oporto | Hospital 12 de Octubre > Oporto | Hospital 12 de Octubre > Oporto | Hospital 12 de Octubre > Oporto | Hospital 12 de Octubre > Oporto | Hospital 12 de Octubre > Oporto | Hospital 12 de Octubre > Oporto | Hospital 12 de Octubre > Oporto | Hospital 12 de Octubre > Oporto | Hospital 12 de Octubre > Oporto | Hospital 12 de Octubre > Oporto |
| 06                              | 07                              | 08                              | 09                              | 10                              | 11                              | 12                              | 13                              | 14                              | 15                              | 16                              | 17                              | 18                              | 19                              | 20                              | 21                              | 22                              | 23                              | 06                              | 07                              | 08                              | 09                              | 10                              | 11                              | 12                              | 13                              | 14                              | 15                              | 16                              | 17                              | 18                              | 19                              | 20                              | 21                              | 22                              |
| 15 30 45                        | 00 15 30 46                     | 02 18 34 50                     | 06 22 38 54                     | 10 26 42 58                     | 14 30 46                        | 02 18 34 50                     | 06 22 38 54                     | 10 26 42 58                     | 14 30 46                        | 02 18 34 50                     | 06 22 38 54                     | 10 26 42 58                     | 14 30 48                        | 06 24 42                        | 00 18 36 54                     | 14 34 54                        | 15                              | 15 33 51                        | 08 24 40 56                     | 12 28 44                        | 00 16 32 48                     | 04 20 36 52                     | 08 24 40 56                     | 12 28 44                        | 00 16 32 48                     | 04 20 36 52                     | 08 24 40 56                     | 12 28 44                        | 00 16 32 48                     | 04 20 36 52                     | 07 22 37 53                     | 08 26 44                        | 02 20 38 56                     | 14 32 51                        |
| Sábados laborables              |                                 |                                 |                                 |                                 |                                 |                                 |                                 |                                 |                                 |                                 |                                 |                                 |                                 |                                 |                                 |                                 |                                 |                                 |                                 |                                 |                                 |                                 |                                 |                                 |                                 |                                 |                                 |                                 |                                 |                                 |                                 |                                 |                                 |                                 |
| Oporto > Hospital 12 de Octubre | Oporto > Hospital 12 de Octubre | Oporto > Hospital 12 de Octubre | Oporto > Hospital 12 de Octubre | Oporto > Hospital 12 de Octubre | Oporto > Hospital 12 de Octubre | Oporto > Hospital 12 de Octubre | Oporto > Hospital 12 de Octubre | Oporto > Hospital 12 de Octubre | Oporto > Hospital 12 de Octubre | Oporto > Hospital 12 de Octubre | Oporto > Hospital 12 de Octubre | Oporto > Hospital 12 de Octubre | Oporto > Hospital 12 de Octubre | Oporto > Hospital 12 de Octubre | Oporto > Hospital 12 de Octubre | Oporto > Hospital 12 de Octubre | Oporto > Hospital 12 de Octubre | Hospital 12 de Octubre > Oporto | Hospital 12 de Octubre > Oporto | Hospital 12 de Octubre > Oporto | Hospital 12 de Octubre > Oporto | Hospital 12 de Octubre > Oporto | Hospital 12 de Octubre > Oporto | Hospital 12 de Octubre > Oporto | Hospital 12 de Octubre > Oporto | Hospital 12 de Octubre > Oporto | Hospital 12 de Octubre > Oporto | Hospital 12 de Octubre > Oporto | Hospital 12 de Octubre > Oporto | Hospital 12 de Octubre > Oporto | Hospital 12 de Octubre > Oporto | Hospital 12 de Octubre > Oporto | Hospital 12 de Octubre > Oporto | Hospital 12 de Octubre > Oporto |
| 06                              | 07                              | 08                              | 09                              | 10                              | 11                              | 12                              | 13                              | 14                              | 15                              | 16                              | 17                              | 18                              | 19                              | 20                              | 21                              | 22                              | 23                              | 06                              | 07                              | 08                              | 09                              | 10                              | 11                              | 12                              | 13                              | 14                              | 15                              | 16                              | 17                              | 18                              | 19                              | 20                              | 21                              | 22                              |
| 15 40                           | 04 28 50                        | 12 33 54                        | 15 37                           | 00 23 47                        | 10 33 57                        | 20 43                           | 07 30 53                        | 17 40                           | 03 27 50                        | 13 36 59                        | 22 45                           | 08 31 54                        | 17 40                           | 03 26 49                        | 11 33 56                        | 19 47                           | 15                              | 15 40                           | 00 20 40                        | 00 21 42                        | 04 27 50                        | 13 36 59                        | 23 46                           | 09 33 56                        | 19 43                           | 06 29 53                        | 16 39                           | 03 26 49                        | 12 35 58                        | 21 44                           | 07 30 53                        | 16 39                           | 01 23 45                        | 07 29 51                        |
| Domingos y festivos             |                                 |                                 |                                 |                                 |                                 |                                 |                                 |                                 |                                 |                                 |                                 |                                 |                                 |                                 |                                 |                                 |                                 |                                 |                                 |                                 |                                 |                                 |                                 |                                 |                                 |                                 |                                 |                                 |                                 |                                 |                                 |                                 |                                 |                                 |
| Oporto > Hospital 12 de Octubre | Oporto > Hospital 12 de Octubre | Oporto > Hospital 12 de Octubre | Oporto > Hospital 12 de Octubre | Oporto > Hospital 12 de Octubre | Oporto > Hospital 12 de Octubre | Oporto > Hospital 12 de Octubre | Oporto > Hospital 12 de Octubre | Oporto > Hospital 12 de Octubre | Oporto > Hospital 12 de Octubre | Oporto > Hospital 12 de Octubre | Oporto > Hospital 12 de Octubre | Oporto > Hospital 12 de Octubre | Oporto > Hospital 12 de Octubre | Oporto > Hospital 12 de Octubre | Oporto > Hospital 12 de Octubre | Oporto > Hospital 12 de Octubre | Oporto > Hospital 12 de Octubre | Hospital 12 de Octubre > Oporto | Hospital 12 de Octubre > Oporto | Hospital 12 de Octubre > Oporto | Hospital 12 de Octubre > Oporto | Hospital 12 de Octubre > Oporto | Hospital 12 de Octubre > Oporto | Hospital 12 de Octubre > Oporto | Hospital 12 de Octubre > Oporto | Hospital 12 de Octubre > Oporto | Hospital 12 de Octubre > Oporto | Hospital 12 de Octubre > Oporto | Hospital 12 de Octubre > Oporto | Hospital 12 de Octubre > Oporto | Hospital 12 de Octubre > Oporto | Hospital 12 de Octubre > Oporto | Hospital 12 de Octubre > Oporto | Hospital 12 de Octubre > Oporto |
| 06                              | 07                              | 08                              | 09                              | 10                              | 11                              | 12                              | 13                              | 14                              | 15                              | 16                              | 17                              | 18                              | 19                              | 20                              | 21                              | 22                              | 23                              | 06                              | 07                              | 08                              | 09                              | 10                              | 11                              | 12                              | 13                              | 14                              | 15                              | 16                              | 17                              | 18                              | 19                              | 20                              | 21                              | 22                              |
|                                 | 00 30                           | 00 30                           | 00 30                           | 00 31                           | 03 35                           | 08 40                           | 13 45                           | 18 50                           | 21 52                           | 23 54                           | 19 44                           | 08 31 54                        | 17 40                           | 03 28 49                        | 11 33 56                        | 19 47                           | 15                              |                                 | 00 30                           | 00 30                           | 00 30                           | 01 35                           | 05 38                           | 10 43                           | 15 48                           | 20 51                           | 22 53                           | 23 47                           | 11 35 58                        | 21 44                           | 07 30 53                        | 16 39                           | 01 23 45                        | 07 29 51                        |

## Recorrido y paradas

### Sentido Hospital 12 de Octubre
La línea inicia su recorrido en la calle del Valle de Oro, próxima a la Glorieta del mismo nombre. Desde aquí entra en la Glorieta y la recorre para salir por la Avenida de Oporto. Recorre la Avenida de Oporto en su totalidad hasta llegar a la Plaza Elíptica. Desde la Plaza Elíptica toma la salida de la calle Marcelo Usera, por la que circula hasta girar a la derecha para tomar la Avenida de Rafaela Ybarra.
A continuación, la línea recorre esta avenida en dirección sur hasta entrar en el barrio de Orcasitas, dentro del cual da servicio a la calle Unidad girando a la izquierda y al final de esta calle sigue de frente por la Gran Avenida, casi al final de la cual gira a la izquierda para tomar la calle Expropiación, por la que sale del barrio de Orcasitas y se incorpora a la Avenida de los Poblados en dirección este.
Desde la Avenida de los Poblados gira a la izquierda por la calle Doctor Tolosa Latour, por la que se dirige al Hospital 12 de Octubre, teniendo su cabecera junto a la estación de cercanías que da servicio al hospital.
| Código | Parada                                       | Común con       | Conexiones con Metro y Cercanías | Otros |
| ------ | -------------------------------------------- | --------------- | -------------------------------- | ----- |
| 5550   | OPORTO (C/ Valle del Oro-Gta. Valle del Oro) | 108             | Oporto                           |       |
| 2471   | Avenida de Oporto-Camino Viejo Leganés       | 55 108 247      |                                  |       |
| 2472   | Opañel                                       | 55 247          | Opañel                           |       |
| 5051   | Plaza Elíptica                               | 55              | Plaza Elíptica                   |       |
| 5050   | Plaza Elíptica-Marcelo Usera                 | 60              |                                  |       |
| 2429   | Marcelo Usera-Rafaela Ybarra                 | 47 60 247       |                                  |       |
| 1947   | Junta Municipal Usera                        | 6 60            |                                  |       |
| 1949   | Rafaela Ybarra-Marina Vega                   | 6 60            |                                  |       |
| 1951   | Rafaela Ybarra-Pradolongo                    | 6 60            |                                  |       |
| 1953   | Polideportivo Orcasitas                      | 6 60            |                                  |       |
| 1955   | Avenida de los Poblados-Rafaela Ybarra       | 6 60 78         |                                  |       |
| 1957   | Rafaela Ybarra-Cestona                       | 6 60 78 116 131 |                                  |       |
| 2824   | Unidad                                       | 78 116          |                                  |       |
| 4624   | Gran Avenida-Camino Viejo Villaverde         | 78 116          |                                  |       |
| 2828   | Plaza de la Asociación                       | 78 116          |                                  |       |
| 2868   | Avenida de los Poblados-Expropiación         |                 |                                  |       |
| 5045   | Avenida de los Poblados-Tolosa Latour        | 121             |                                  |       |
| 2870   | Tolosa Latour-Acceso 12 Octubre              | 121             |                                  |       |
| 2871   | Hospital 12 Octubre-Maternidad               | 121             |                                  |       |
| 2872   | Hospital 12 Octubre (Solo descenso)          | 121             | Hospital 12 de Octubre           |       |
| 4995   | HOSPITAL 12 DE OCTUBRE                       |                 | Doce de Octubre                  |       |

### Sentido Oporto
La línea inicia su recorrido junto a la estación de cercanías que da servicio a la Ciudad Sanitaria del Hospital 12 de Octubre, buscando incorporarse a la Avenida de Córdoba, que recorre hasta la Glorieta de Málaga, desde la cual sale por la Avenida de Andalucía, gira a la derecha por la calle Eduardo Barreiros y de nuevo a la derecha para incorporarse a la Avenida de los Poblados.
A partir de aquí el recorrido de vuelta es igual al de ida pero en sentido contrario (Avenida de los Poblados, Expropiación, Gran Avenida, Unidad, Avenida de Rafaela Ybarra y Marcelo Usera) hasta llegar a la plaza Elíptica, donde toma la calle de la Vía, que recorre en su totalidad, siguiendo por su continuación natural, la calle del Valle de Oro, por la que circula hasta su cabecera.
| Código | Parada                                       | Común con            | Conexiones con Metro y Cercanías | Otros |
| ------ | -------------------------------------------- | -------------------- | -------------------------------- | ----- |
| 4995   | HOSPITAL 12 DE OCTUBRE                       |                      | Doce de Octubre                  |       |
| 5721   | Hospital 12 Octubre                          |                      | Hospital 12 de Octubre           |       |
| 5378   | Glorieta de Málaga                           | 18 22 59 76 79 85 86 |                                  |       |
| 2873   | Avenida Poblados-Eduardo Barreiros           | 121                  |                                  |       |
| 2874   | Avenida de los Poblados-Avenida Orcasur      | 121                  |                                  |       |
| 2875   | Avenida de los Poblados-Tolosa Latour        | 121                  |                                  |       |
| 2869   | Avenida de los Poblados-Expropiación         |                      |                                  |       |
| 2829   | Plaza de la Asociación                       | 78 116               |                                  |       |
| 4625   | Gran Avenida-Camino Viejo Villaverde         | 78 116               |                                  |       |
| 2825   | Unidad                                       | 78 116               |                                  |       |
| 2842   | Rafaela Ybarra-Cestona                       | 78 116 131           |                                  |       |
| 4814   | Avenida de los Poblados-Rafaela Ybarra       | 6 60 78              |                                  |       |
| 4815   | Polideportivo Orcasitas                      | 6 60                 |                                  |       |
| 5288   | Rafaela Ybarra-Parque de la Paloma           | 6 60                 |                                  |       |
| 1950   | Rafaela Ybarra-Marina Vega                   | 6 60                 |                                  |       |
| 1948   | Junta Municipal Usera                        | 6 60                 |                                  |       |
| 2428   | Marcelo Usera-Rafaela Ybarra                 | 47 60 247            |                                  |       |
| 2430   | Plaza Elíptica                               | 47 247               | Plaza Elíptica                   |       |
| 2966   | La Vía-Plaza Elíptica                        | 55                   |                                  |       |
| 4587   | Opañel                                       | 55                   | Opañel                           |       |
| 5549   | Camino Viejo Leganés-Valle del Oro           | 55 108               |                                  |       |
| 5550   | OPORTO (C/ Valle del Oro-Gta. Valle del Oro) | 108                  | Oporto                           |       |